# Breve storia di (quasi) tutto
Breve storia di (quasi) tutto è un libro di divulgazione scientifica dello scrittore Bill Bryson che parla di diverse aree della scienza in un linguaggio semplice. È stato il libro di divulgazione scientifica più venduto nel Regno Unito nel 2005, con oltre 300 000 copie.
Breve storia di (quasi) tutto si discosta dal genere dei libri da viaggio per cui Bryson è popolare. In esso vengono descritte scienze generali come chimica, paleontologia, astronomia, antropologia e fisica delle particelle. In questo libro egli descrive quanto accaduto dal Big Bang fino alla scoperta della meccanica quantistica, passando per evoluzione e geologia, raccontando la storia delle scienze attraverso le storie personali degli scienziati protagonisti delle più famose scoperte, come Edwin Hubble, Isaac Newton e Albert Einstein.

## Introduzione
Bill Bryson racconta di aver deciso di scrivere il libro perché insoddisfatto dalle sue conoscenze scientifiche, in quel momento a suo dire insufficienti. Spiega che la scienza insegnata a scuola appariva distante, per lo più sconosciuta; i libri ed i professori non riuscirono a trasmettergli la passione per quelle conoscenze, non approfondirono mai abbastanza i perché, i come e i quando.
(Bryson, parlando di un libro di scienze delle elementari)
Soltanto molti anni dopo realizzò, con preoccupazione, quanto fosse ignorante su tante cose che desiderava capire. Bryson discute pertanto le varie materie dal punto di vista della sua personalissima esperienza, con spiegazioni semplici, dialoghi ironici, fatti divertenti e interessanti e molto altro ancora.

## Contenuto
Bryson descrive in maniera chiara e in termini da profano le ipotesi su le dimensioni dell'Universo e su quelle dell'atomo e delle particelle subatomiche. Passa quindi ad esplorare la storia della geologia e della biologia, tracciando l'evoluzione della vita dalla sua prima apparizione fino a quella dei moderni esseri umani, ponendo enfasi sui risultati raggiunti dal moderno homo sapiens. Di seguito, discute sulle probabilità che la Terra venga colpita da un meteorite, riflettendo sulle possibili azioni che l'uomo potrebbe mettere in pratica per evitare l'impatto, e sullo scenario di distruzione che tale evento causerebbe. In seguito analizza le caratteristiche delle catastrofi legate alle attività vulcaniche, legate alla particolare natura del nostro pianeta, costituito da un nucleo caldo e da intense attività al suo interno.
Nel libro abbondano gli aneddoti riguardanti la vita personale degli scienziati che hanno guidato la ricerca scientifica e sono arrivati ai grandi risultati che conosciamo, mettendo in evidenza il loro comportamento a volte stravagante. Un altro aspetto affrontato è quello dell'impatto delle abitudini di vita umane sul clima della Terra e sulla vita delle altre specie animali. L'aspetto principale trattato da Bryson è in ogni caso quello della vita, intesa in tutti i sensi ed a tutti i livelli.

## Premi e recensioni
Il libro ha ricevuto molte recensioni favorevoli, sebbene alcune di queste abbiamo evidenziato come il libro contenga diversi errori, come ad esempio là dove Bryson parla del numero di cellule presenti nel corpo umano. Nel 2004 per questo libro Bryson ha ricevuto il Premio Aventis per il miglior libro di divulgazione scientifica. Bryson ha donato il premio di 10.000 sterline all'associazione per beneficenza ai bambini del Great Ormond Street Hospital. Sempre nel 2004 il libro ha vinto il premio statunitense Descartes per divulgazione della scienza.

## Edizioni
- Bill Bryson, Breve storia di (quasi) tutto, traduzione di Mario Fillioley, TEA, 2011,  p. 589, ISBN 978-88-502-1549-2.